# Jäkälävaaran rinnesuot ja Rytisuo
Jäkälävaaran rinnesuot ja Rytisuo este o arie protejată (arie specială de conservare — SAC, sit de importanță comunitară — SCI) din Finlanda întinsă pe o suprafață de 65 ha, integral pe uscat.

## Localizare
Centrul sitului Jäkälävaaran rinnesuot ja Rytisuo este situat la coordonatele 65°12′04″N 27°23′55″E / 65.2011°N 27.3986°E.

## Înființare
Situl Jäkälävaaran rinnesuot ja Rytisuo a fost declarat sit de importanță comunitară în august 1998 pentru a proteja un număr necunoscut de specii din flora spontană și fauna sălbatică aflate în arealul zonei. Situl a fost protejat și ca arie specială de conservare în aprilie 2015.

## Biodiversitate
Situată în ecoregiunea boreală, aria protejată conține 5 habitate naturale: Cursuri de apă de la nivel de câmpie la nivel montan, cu vegetație Ranunculion fluitantis și Callitricho-Batrachion, Izvoare fino-scandinave și mlaștini produse de izvoare bogate în minerale, Mlaștini alcaline, Turbării Aapa, Mlaștini împădurite.
La baza desemnării sitului se află un număr nedeclarat de specii protejate.